# Isonychia kiangsinensis
Isonychia kiangsinensis is een haft uit de familie Isonychiidae. De wetenschappelijke naam van de soort is voor het eerst geldig gepubliceerd in 1936 door Hsu.
De soort komt voor in het Palearctisch gebied.